# Argyllshire (circonscription du Parlement d'Écosse)
Avant les Actes d'Union de 1707, les barons du comté ou sheriffdom d'Argyll élisaient des commissaires pour les représenter au Parlement monocaméral d'Écosse et à la Convention des États. Le nombre des commissaires passe de deux à trois en 1693.
À partir de 1708, l'Argyllshiree était représenté par un membre du Parlement à la Chambre des communes de Grande-Bretagne.

## Liste des commissaires de comté
- 1593: Sir Duncan Campbell de Glenorchy[1]
- 1628–33 : Sir Duncan Campbell de Auchinbreck[2]
- 1639–41 : Sir Robert Campbell de Glenorchy[3]
- 1639–41: Sir Duncan Campbell
- 1643–44: Sir Robert Campbell de Glenorchy
- 1643: Sir Duncan Campbell
- 1644–49: Sir Robert Campbell de Glenorchy
- 1646–49: James Campbell de Ardkinglass[4]
- 1649: Sir Dugald Campbell de Auchinbreck[2]
- 1661–63: Sir John Campbell de Glenorchy[3]
- 1661–63: John Campbell de Ardchattane [5]
- 1665 convention, 1667 convention: pas de représentants
- 1669–74: Sir John Campbell de Glenorchy[3]
- 1669–74:  Sir John Campbell of Carrick[6]
- 1678 convention: Sir John Campbell de Carrick [7]
- 1678 convention: Alexander Campbell ed Glenstrae [7]
- 1681–82: Sir John Campbell de Carrick
- 1681–82: Sir John Campbell de Sockoth [8]
- 1685–86: Lauchlan Maclean de Brolas, baillli[9]
- 1685–86: Archibald Lamont de Inneryne [10]
- 1689 convention, 1689–1702: Sir John Campbell de Carrick
- 1689 convention, 1689–1700: Sir Duncan Campbell de Auchinbreck[2]
- 1693–1702: Sir Colin Campbell de Ardkinglass[4]
- 1702–07: John Campbell de Mammore [11]
- 1702–07: Sir James Campbell de Auchinbreck[2]
- 1702–07: James Campbell de Ardkinglass[4]